# نويل باراهونا
نويل باراهونا (بالإسبانية: Noelle Barahona)‏ هي متزحلقة تشيلية، ولدت في 30 نوفمبر 1990 في سانتياغو في تشيلي.

## وصلات خارجية
- نويل باراهونا على موقع الاتحاد الدولي للتزلج (التزلج على المنحدرات الثلجية) (الإنجليزية)
- نويل باراهونا على موقع اللجنة الأولمبية الدولية (الإنجليزية)
- نويل باراهونا على موقع أوليمبيديا (الإنجليزية)